# Rubus michiganensis
Rubus michiganensis är en rosväxtart som först beskrevs av Card, och fick sitt nu gällande namn av Liberty Hyde Bailey. Rubus michiganensis ingår i släktet rubusar, och familjen rosväxter. Inga underarter finns listade i Catalogue of Life.